# Ptenský Dvorek
Ptenský Dvorek je vesnice, část obce Ptení v okrese Prostějov. Nachází se asi 2,5 km na severovýchod od Ptení. V roce 2009 zde bylo evidováno 100 adres. V roce 2001 zde trvale žilo 274 obyvatel.
Ptenský Dvorek leží v katastrálním území Ptení o výměře 18,52 km2.
Ve vesnici se nachází dopravna Ptení (na trati Prostějov - Chornice) a velká pila Javořice.

## Obyvatelstvo

### Struktura
Vývoj počtu obyvatel za celou obec i za jeho jednotlivé části uvádí tabulka níže, ve které se zobrazuje i příslušnost jednotlivých částí k obci či následné odtržení.
| Místní části   | Místní části        | 1869 | 1880 | 1890 | 1900 | 1910 | 1921 | 1930 | 1950 | 1961 | 1970 | 1980 | 1991 | 2001 | 2011 |
| -------------- | ------------------- | ---- | ---- | ---- | ---- | ---- | ---- | ---- | ---- | ---- | ---- | ---- | ---- | ---- | ---- |
| Počet obyvatel | část Ptenský Dvorek | 127  | 126  | 155  | 166  | 168  | 174  | 188  | 204  | 267  | 203  | 192  | 249  | 274  | 280  |
| Počet domů     | část Ptenský Dvorek | 15   | 22   | 25   | 28   | 31   | 35   | 43   | 67   | 0    | 61   | 56   | 83   | 93   | 92   |

## Fotogalerie

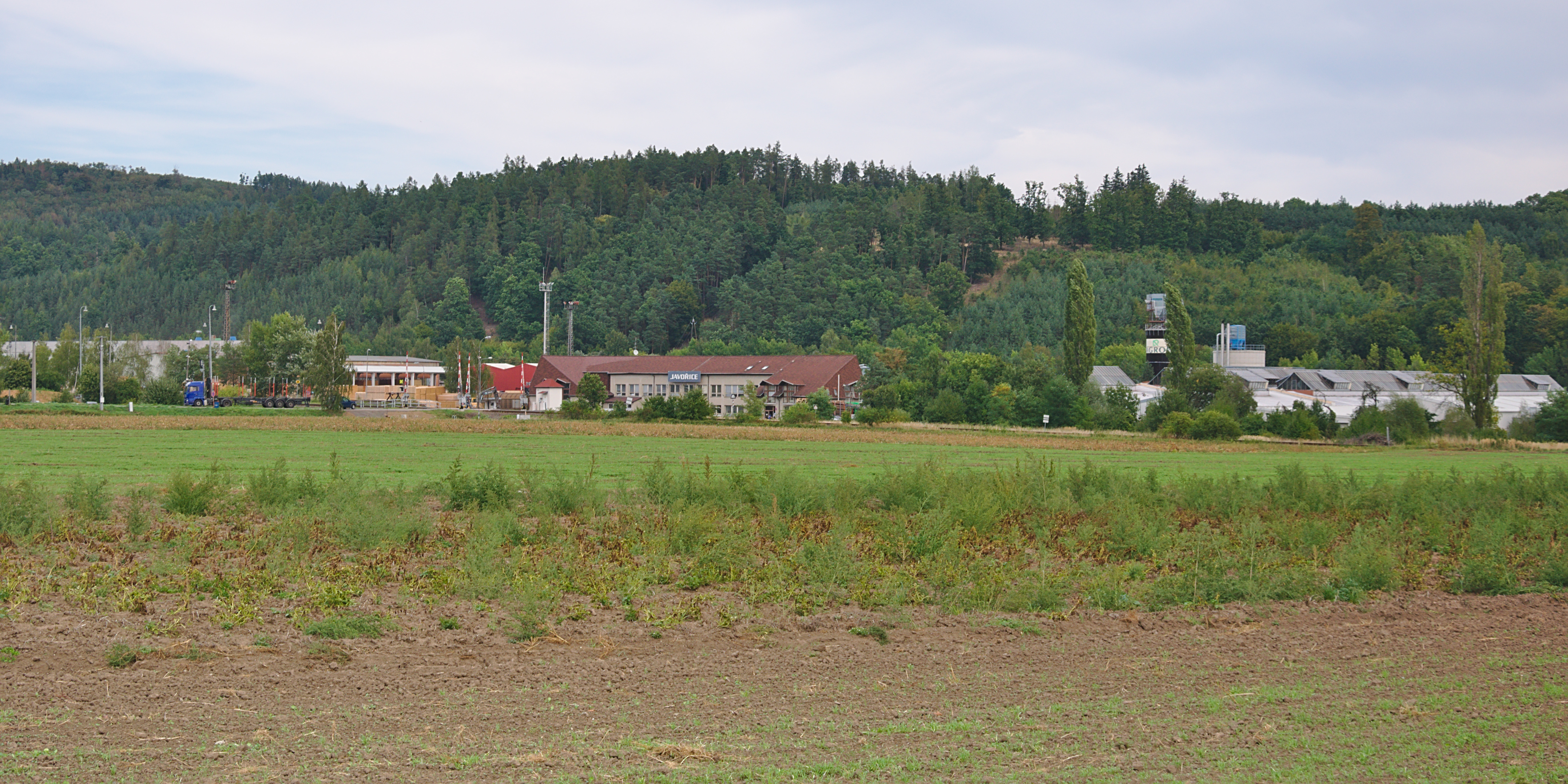
Pila Javořice
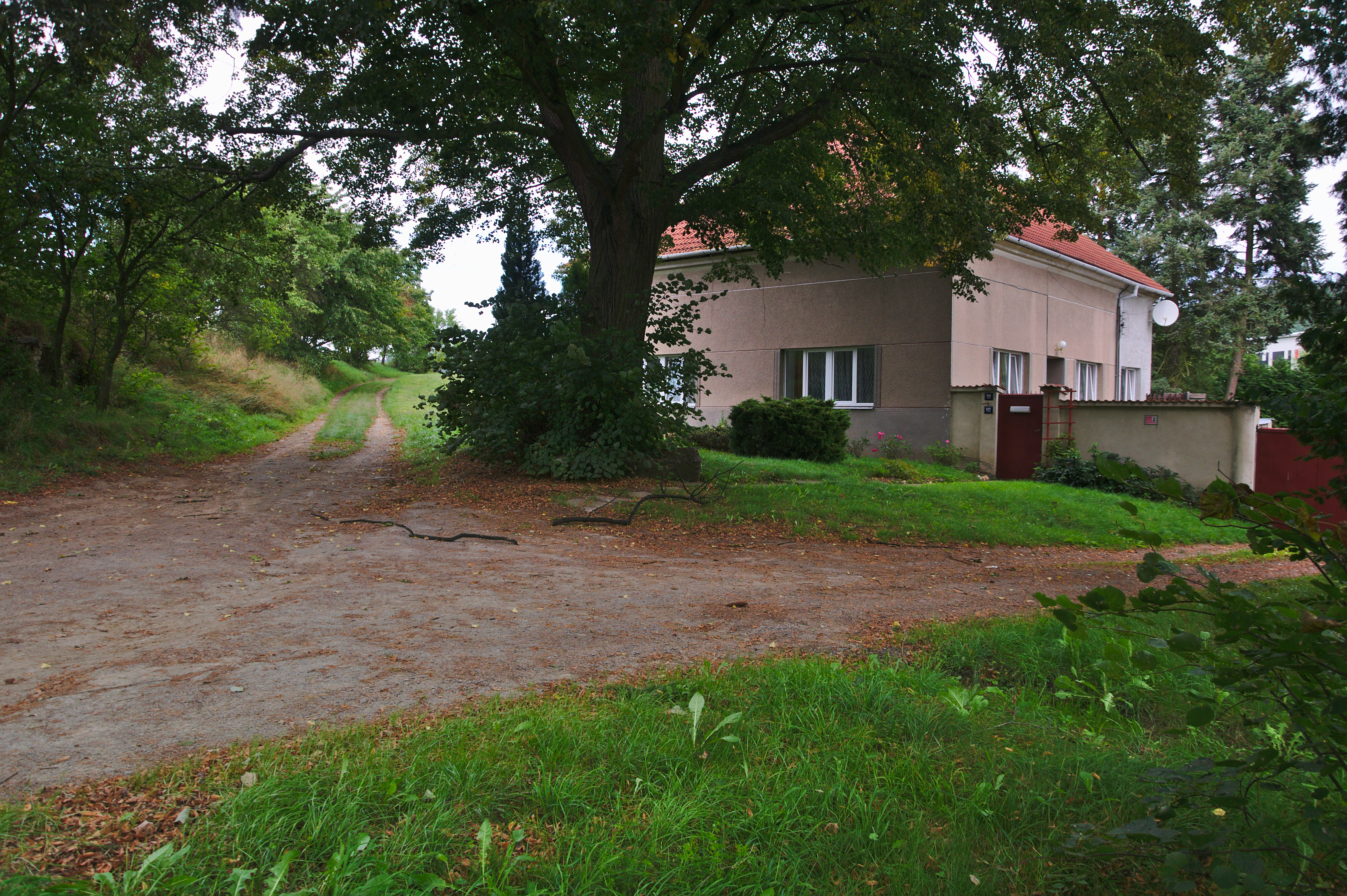
Bernovský mlýn
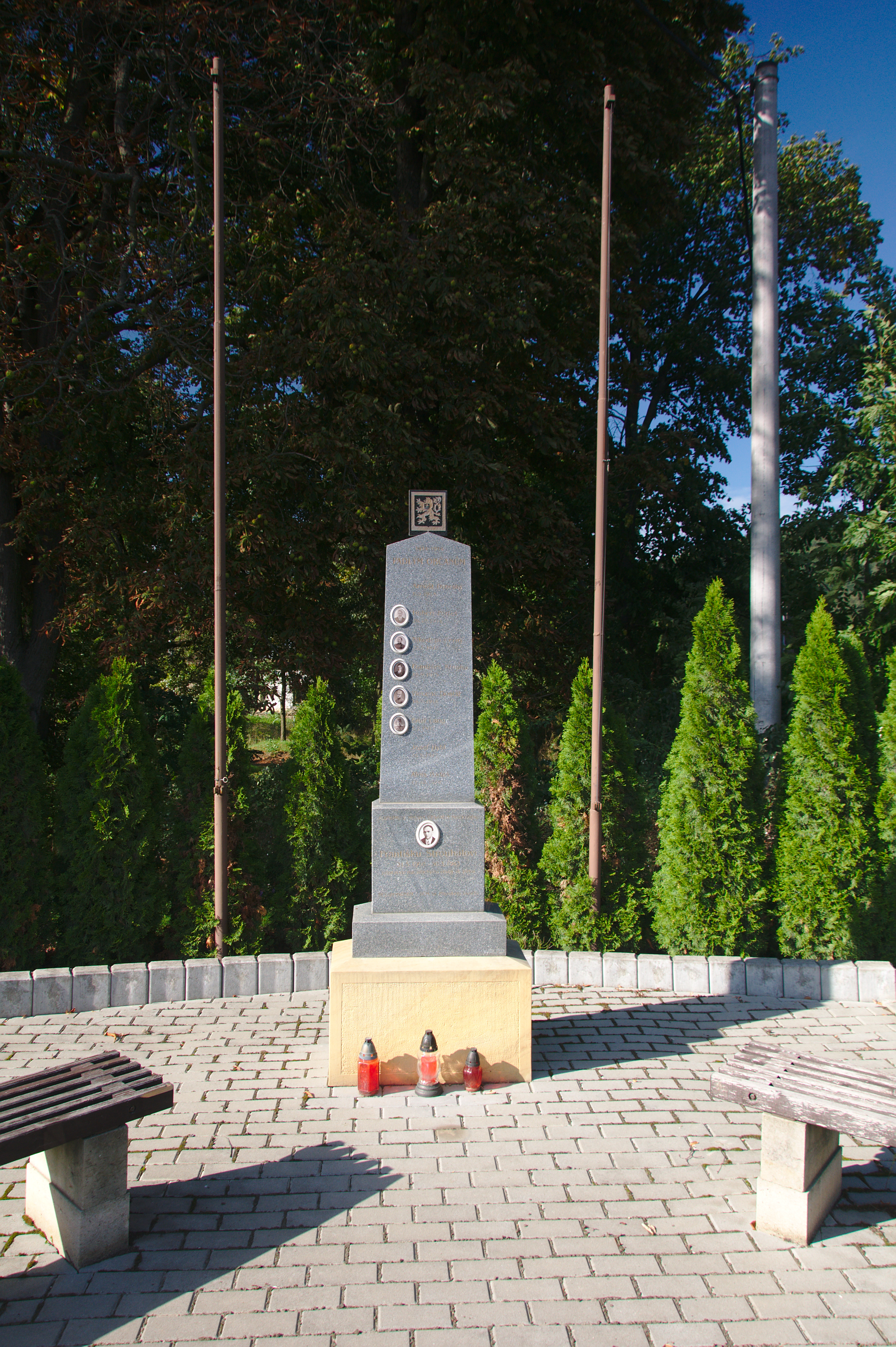
Památník obětem světových válek
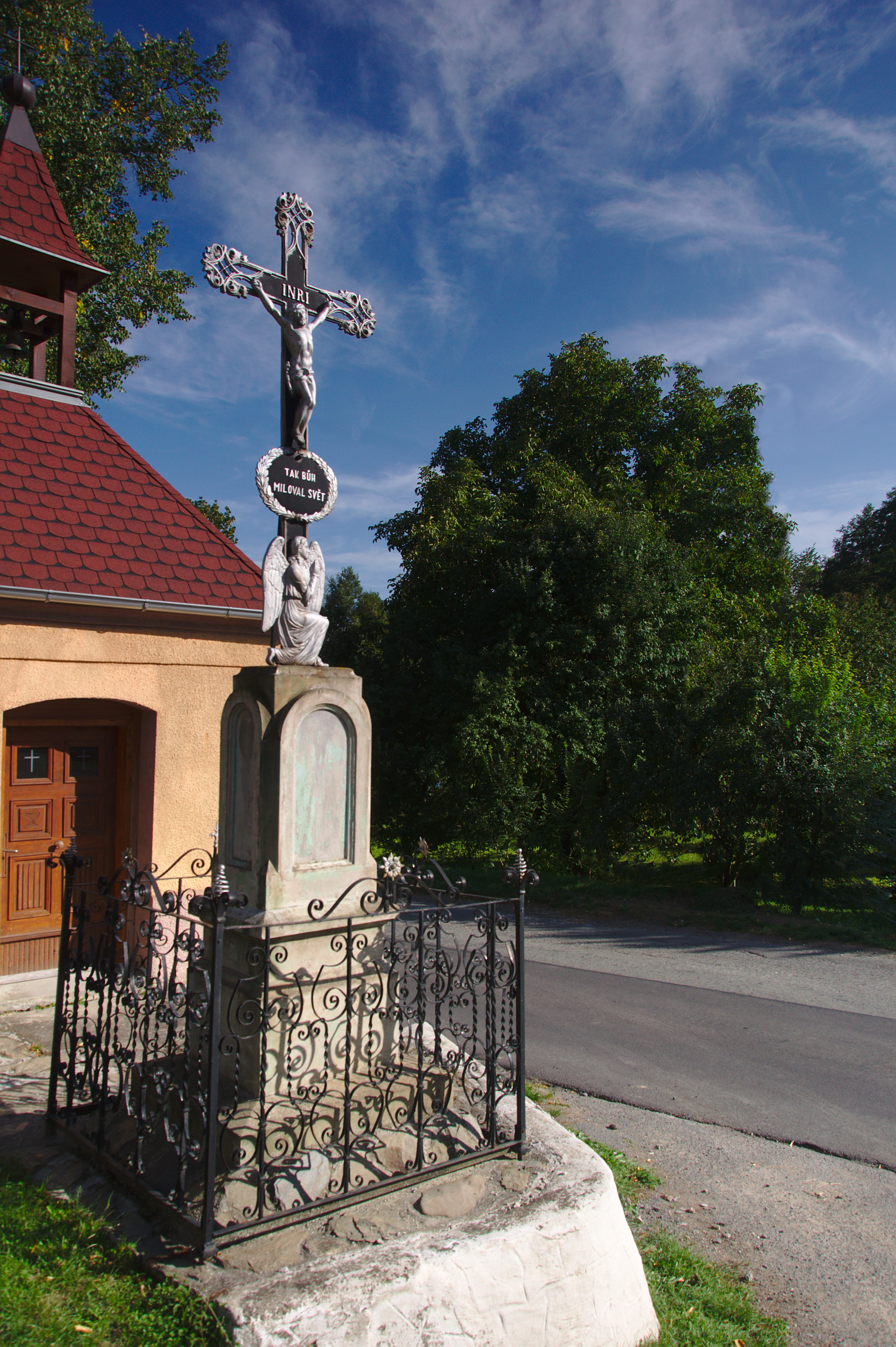
Kříž před kaplí
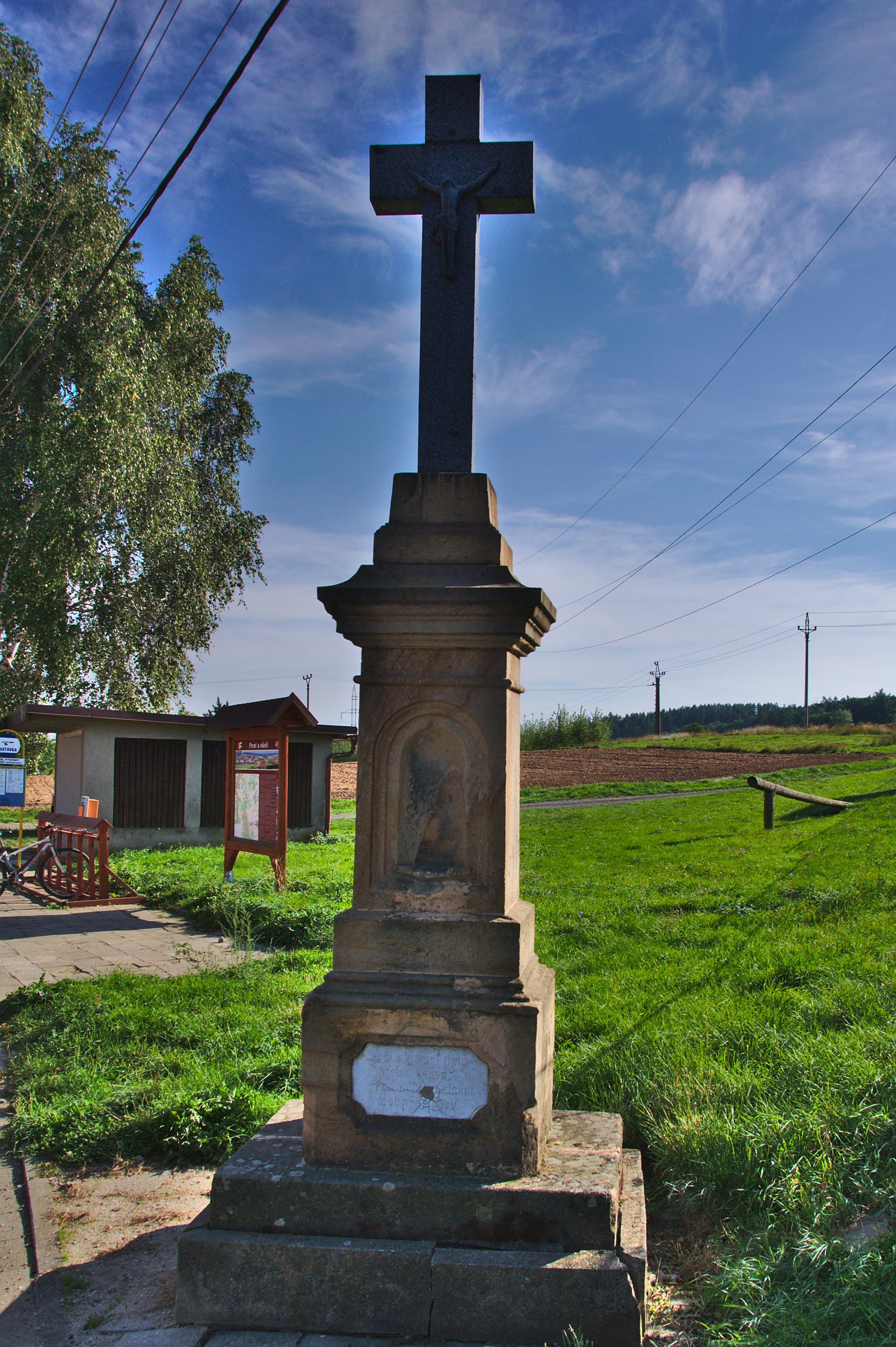
Kříž na křižovatce
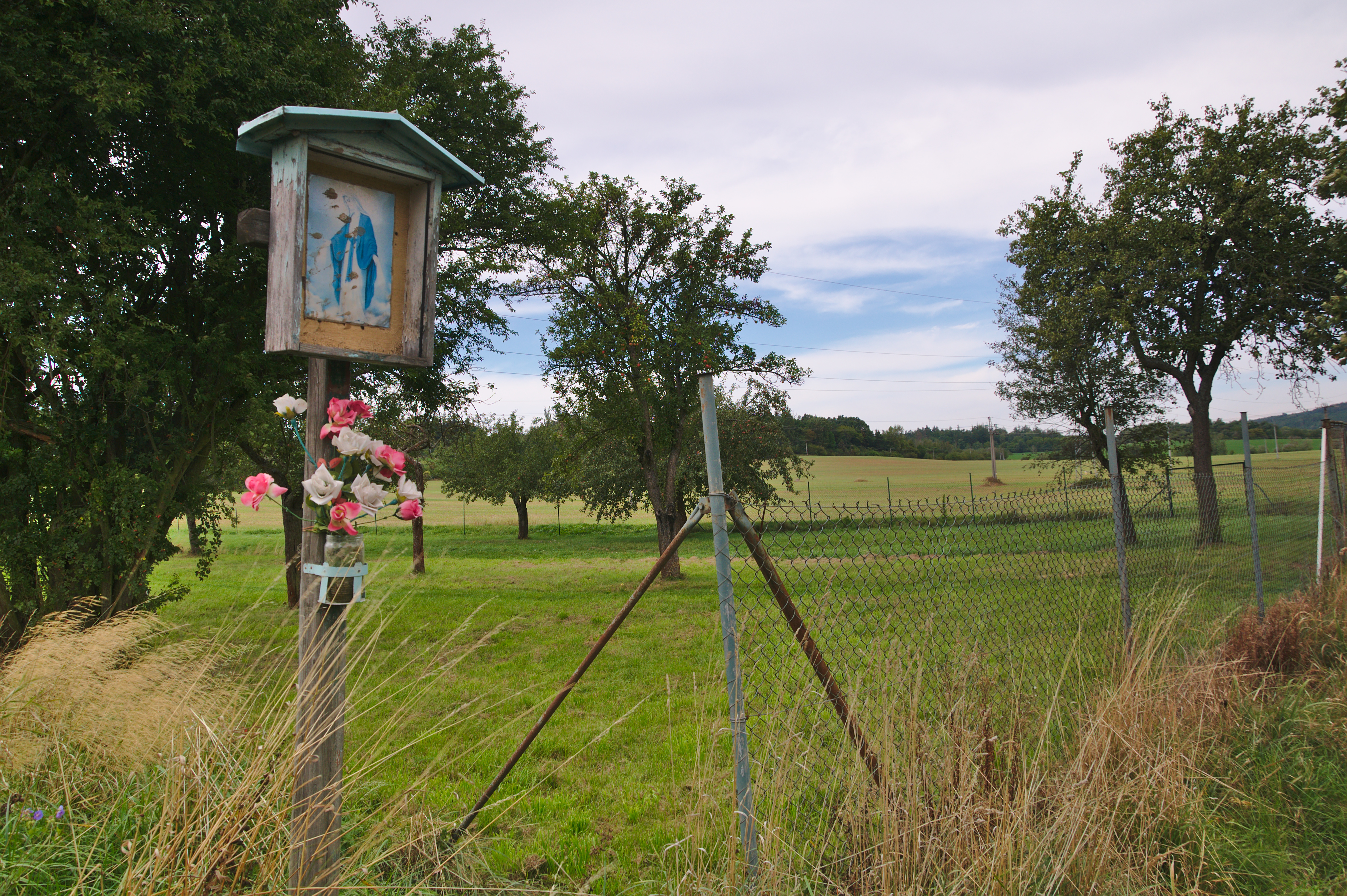
Svatý obrázek u silnice na Ptení
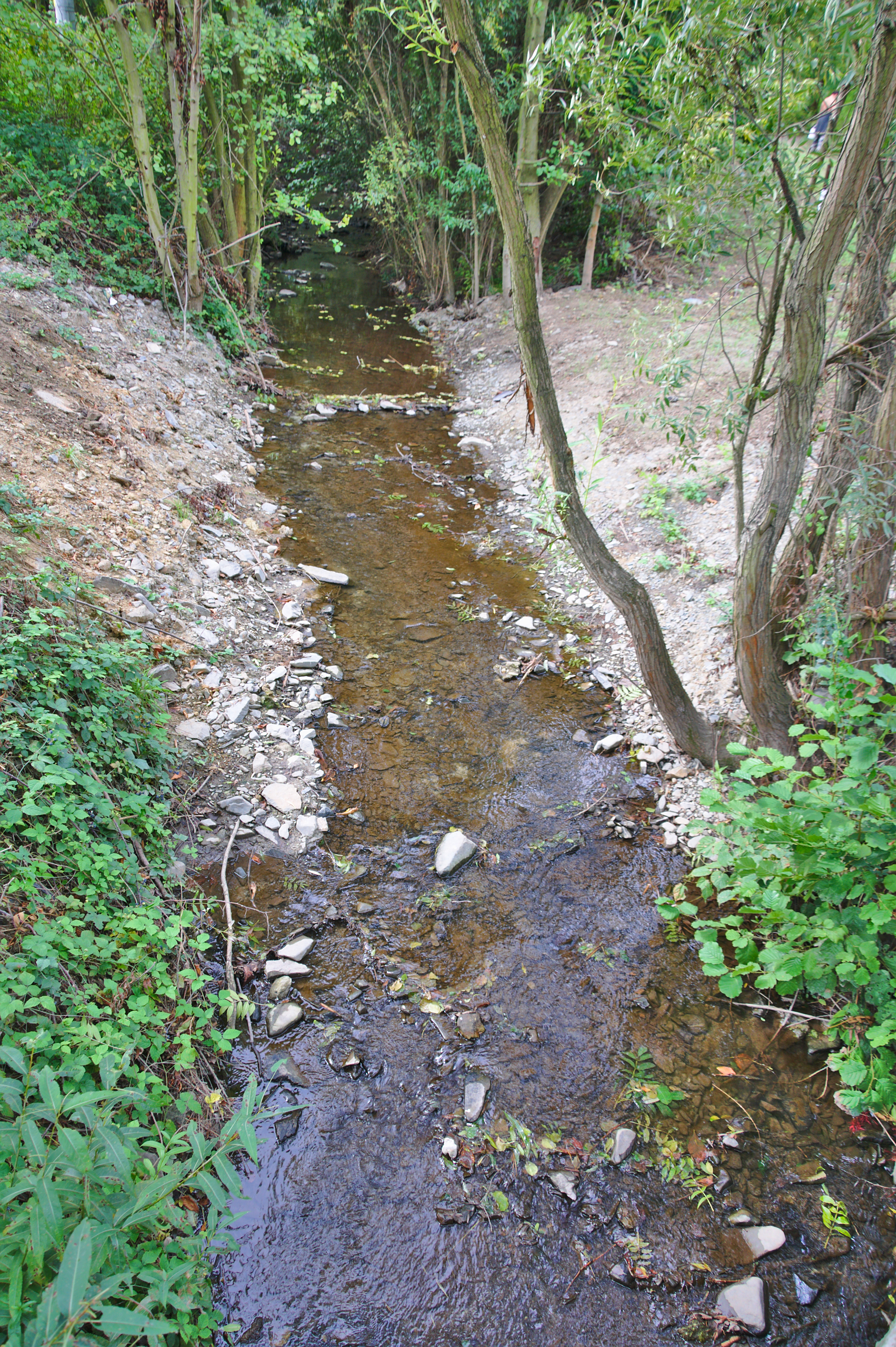
Brodecký potok v obci